# ضعف
في الطب، الضعف أو الوهن هو عرض لمختلف الأمراض. الأسباب كثيرة ويمكن تقسيمها إلى أمراض لها ضعف عضلي حقيقي أو ملموس. إن الضعف العضلي الحقيقي عرض أساسي لعدد من أمراض الجهاز الهيكلي العضلي بضمنها سوء التغذية العضلي والالتهاب العضلي. كما يحدث في أمراض الموصل العصبي العضلي مثل الوهن العضلي الوبيل.

## الأنواع
- إعياء عضلي عصبي
- إعياء عضلي محيطي
- إعياء الجهاز العصبي المركزي

## الفيزيولوجيا المرضية
تعمل خلايا العضلات عن طريق تحفيزها من قبل النبضات الكهربائية التي تأتي من الدماغ، والتي تؤدي إلى انقباضها من خلال إطلاق الكالسيوم عن طريق الشبكة الهيولية العضلية. قد يحدث التعب (انخفاض القدرة على توليد القوة) بسبب اضطراب في العصب أو داخل خلايا العضلات نفسها. يشير بحث جديد أجراه علماء في جامعة كولومبيا إلى أن إرهاق العضلات ناتج عن تسرب الكالسيوم من الخلايا العضلية؛ مما يقلل من كمية الكالسيوم المتاح للخلايا. بالإضافة إلى ذلك، اقترح باحثو كولومبيا وجود إنزيم يُنشطه الكالسيوم الذي تسرب من الخلايا، ويزيد هذا الإنزيم من تآكل ألياف العضلات.
تعمل الركائز داخل العضلات بشكل عام على تقوية التقلصات العضلية. وتشمل جزيئات مثل الأدينوزين ثلاثي الفوسفات (ATP) والجليكوجين وفوسفات الكرياتين. يرتبط الأدينوزين ثلاثي الفوسفات ببروتين الميوسين ويسبب «التصعيد» الذي يؤدي إلى الانكماش وفقًا لنموذج الفتيل المنزلق. يخزن فوسفات الكرياتين الطاقة بشكل يمكّن من تجديد سريع لجزيئات الأدينوزين ثلاثي الفوسفات داخل خلايا العضلات من ثنائي فوسفات الأدينوزين (ADP) وأيونات الفوسفات غير العضوية، مما يسمح بانقباضات قوية مستمرة تستمر لفترة بين 5-7 ثوانٍ. الجليكوجين هو شكل من أشكال التخزين العضلي للجلوكوز، ويستخدم لتوليد الطاقة بسرعة بمجرد استنفاد مخازن الكرياتين العضلي، وينتج عن ذلك حمض اللاكتيك بشكل منتج ثانوي أيضي. خلافًا للاعتقاد الشائع، لا يتسبب تراكم حمض اللاكتيك في الشعور بالحرقان عندما يستنفد الأشخاص الأكسجين والأيض التأكسدي. يعيد الكبد استقلاب حمض اللاكتيك بوجود الأكسجين لإنتاج البيروفات في الكبد، والذي يُعرف باسم دورة كوري.
يحدث التعب الأيضي نتيجة استنفاذ الركائز أثناء التمرين، مما يؤدي إلى نقص مصادر الطاقة داخل الخلايا لتغذية الانقباضات. وتتوقف العضلة عن الانقباض لأنها تفتقر إلى الطاقة للقيام بذلك.

## التشخيص التفريقي

### الضعف الحقيقي والضعف المتصور
- يصف الضعف الحقيقي (أو العضلي العصبي) حالة تكون فيها القوة التي تمارسها العضلات أقل مما هو متوقع، مثل حالة الحثل العضلي.
- الضعف المتصور (أو الضعف المغاير للعصبي العضلي) يصف حالة يشعر فيها الشخص بجهد أكبر من المعتاد لممارسة قدر معين من القوة ولكن قوة العضلات الفعلية طبيعية، مثل حالة متلازمة التعب المزمن.[3]

في بعض الحالات، مثل الوهن العضلي الوبيل، تكون قوة العضلات طبيعية عند الراحة، ولكن يحدث الضعف الحقيقي بعد تعرض العضلات للتمرين. وينطبق هذا أيضًا على بعض حالات متلازمة التعب المزمن، إذ يُقاس ضعف العضلات بعد المجهود وتأخر التعافي وهي سمة من سمات بعض التعريفات المنشورة.

### الوهن والوهن العضلي
الوهن (باليونانية: ἀσθένεια، نقص القوة والمرض) هو مصطلح طبي يشير إلى حالة يفتقر فيها الجسم أو يفقد قوته إما بشكل كامل أو بشكل جزئي. تظهر فيه أعراض الضعف الجسدي وفقدان القوة. يحدث الوهن العام في العديد من أمراض الهزال المزمنة (مثل السل والسرطان)، واضطرابات النوم أو الاضطرابات المزمنة في القلب أو الرئتين أو الكليتين، ويكون أكثر وضوحًا في أمراض الغدة الكظرية. قد يقتصر الوهن على أعضاء أو أجهزة معينة من الأعضاء، مثل حالة وهن البصر التي تتميز بإرهاق عيني بعد أداء العديد من الأنشطة. الوهن هو أيضًا أحد الآثار الجانبية لبعض الأدوية والعلاجات، مثل الريتونافير (مثبط البروتياز المستخدم في علاج فيروس نقص المناعة البشرية)، واللقاحات مثل لقاح فيروس الورم الحليمي البشري الغارداسيل.
غالبًا ما يكون التفريق بين الوهن النفسي (المتصور) والوهن الحقيقي عن الوهن العضلي أمرًا صعبًا، ومع مرور الوقت، يتطور الوهن نفسي المنشأ المرافق للعديد من الاضطرابات المزمنة إلى ضعف أساسي.
الوهن العضلي (my من اليونانية μυο والتي تعني «العضلات» ووهن ἀσθένεια والذي يعني «الضعف»)، أو ببساطة ضعف العضلات، هو نقص في قوة العضلات. الأسباب عديدة ويمكن تقسيمها إلى حالات تتضمن ضعف عضلي حقيقي أو متصور. ضعف العضلات الحقيقي هو أحد الأعراض الأولية لمجموعة متنوعة من أمراض العضلات الهيكلية، بما في ذلك ضمور العضلات والاعتلال العضلي الالتهابي. يحدث في الأمراض العصبية والعضلية، مثل الوهن العضلي الشديد.